# Onthophagus montishannoniae
Onthophagus montishannoniae är en skalbaggsart som beskrevs av Jan Krikken och Huijbrechts 2008. Onthophagus montishannoniae ingår i släktet Onthophagus och familjen bladhorningar. Inga underarter finns listade i Catalogue of Life.